# Helmut Leherb

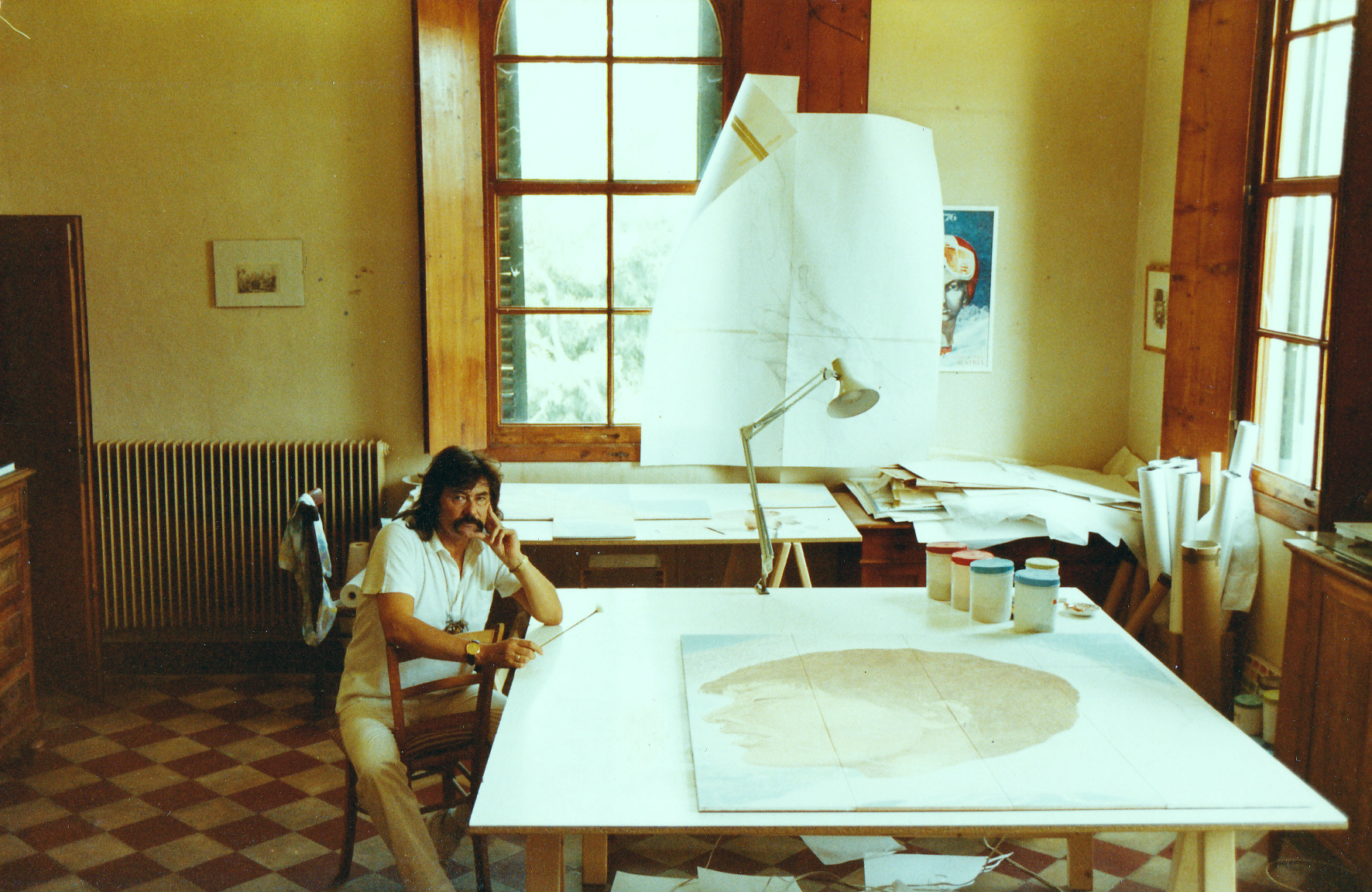
Leherb in Faenza

Leherb, auch Maître Leherb (* 14. März 1933 in Wien; † 28. Juni 1997 ebenda), Geburtsname Helmut Leherbauer (in der Literatur ist auch die Mischform Helmut Leherb üblich), war ein österreichischer Künstler und Vertreter der Wiener Schule des Phantastischen Realismus, die dem Surrealismus nahesteht.

## Leben

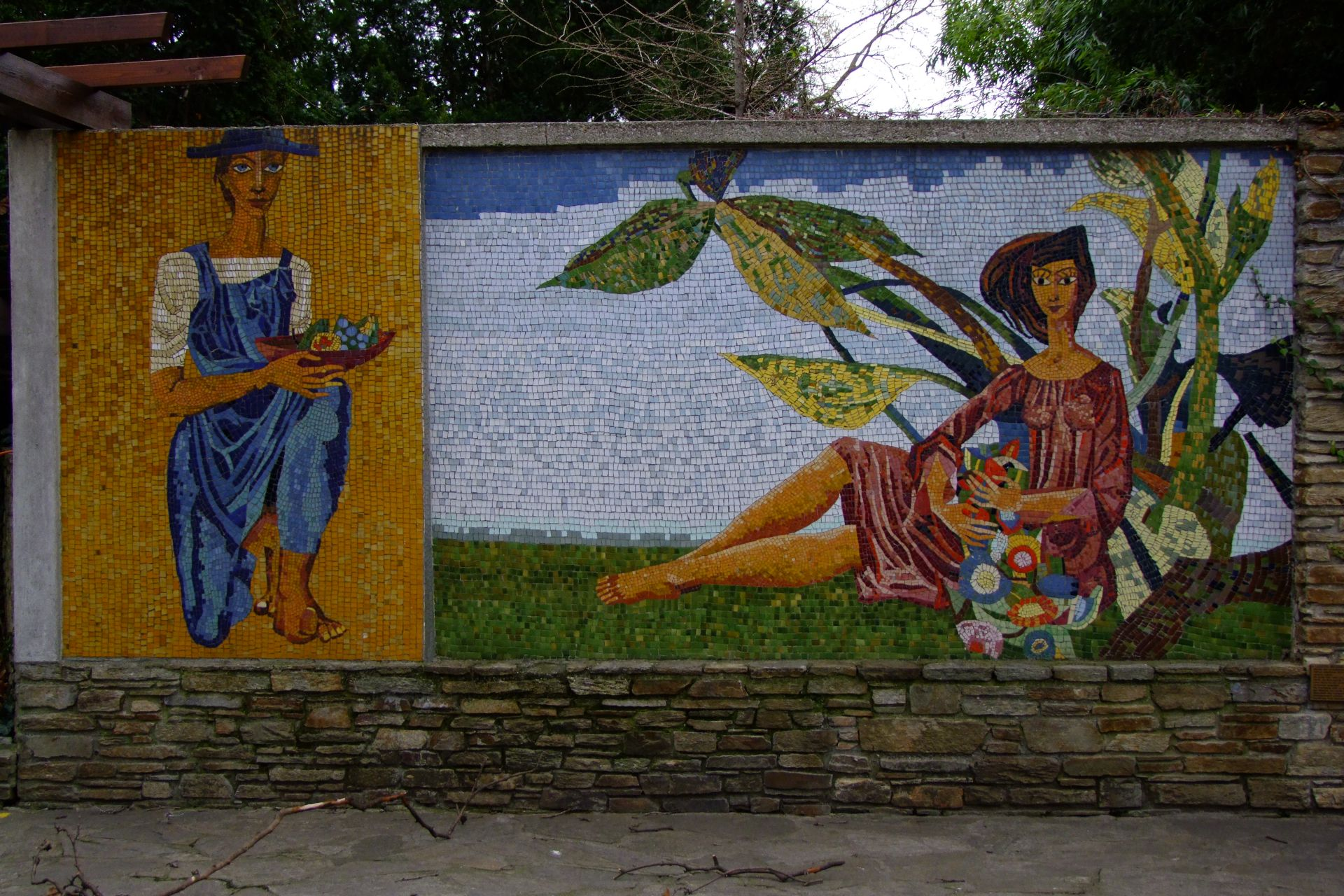
Mosaik von Leherb im Schulgarten Kagran in Wien-Donaustadt

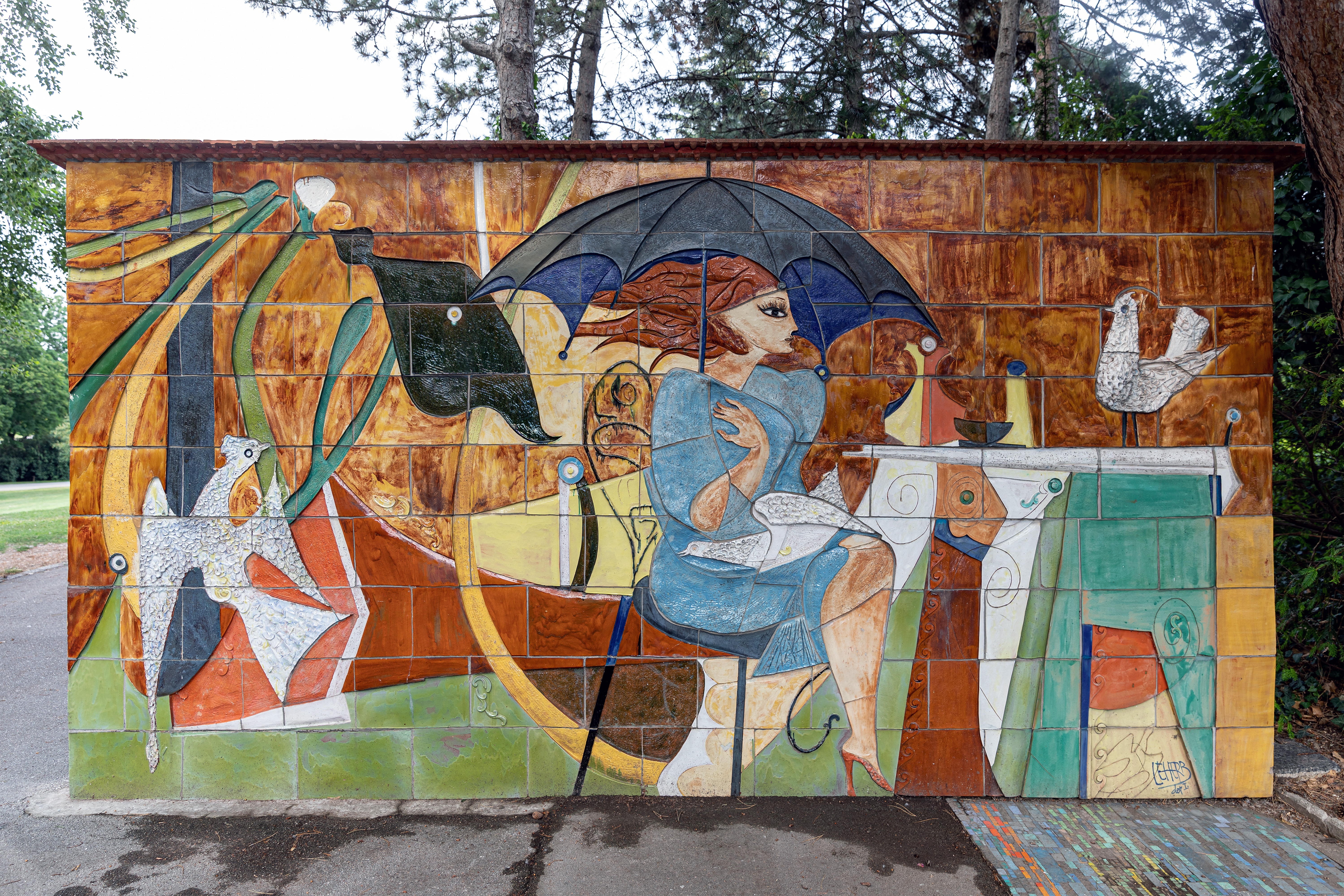
Mosaik Kaffeehausszene im Donaupark

Er war der Sohn des Pädagogen und Schuldirektors Karl Leherbauer (* 2. März 1892 in Wallsee, Niederösterreich), der 1945 nach der Befreiung Österreichs an den Folgen nationalsozialistischer Haft starb. Helmut Leherbauer maturierte 1951 am Hernalser Gymnasium Geblergasse in Wien und studierte von 1948 bis 1954 an der Akademie für angewandte Kunst in Wien und an der Stockholmer Akademie der Künste. 1955 wechselte er wieder nach Wien an die Akademie der bildenden Künste in die Klasse von Albert Paris Gütersloh, wo er die direkte Auseinandersetzung mit dem Surrealismus miterlebte. Gütersloh hat den Art Club mitbegründet und gilt als Begründer der Wiener Schule des Phantastischen Realismus. Leherb fand somit Zugang zu diesem Kreis von Künstlern und veranstaltete zusammen mit anderen Vertretern dieser Kunstrichtung diverse Ausstellungen, beispielsweise mit Anton Lehmden, Rudolf Hausner und Wolfgang Hutter. 1959 wurden ihre Werke im Oberen Belvedere gezeigt.
Der Kunstkritiker Johann Muschik prägte damals den bis heute gültigen Namen des Phantastischen Realismus.

## Werke an öffentlichen Orten
Von 1959 bis 1963 entstanden Kunstwerke in Wiener Parkanlagen, die noch heute existieren:
- Wiener Prater: das Keramik-Reliefbild Tschinellen-Fiffy (in Riesenrad-Nähe) und das Sonntagsgwand (dem Praterstern zugewandt), beide aus dem Jahr 1959
- Im Schulgarten Kagran: das Mosaik Blumengöttin Flora und Gärtnergott Vertumnus aus dem Jahr 1960
- Im Volkspark Laaerberg: die Keramikstele Tag & Nacht aus dem Jahr 1962
- Am Kaffeehausberg im Donaupark: das Keramik-Reliefbild Kaffeehausszene sowie das Bodenmosaik Die Vögel des Leherb (ein gemeinsames Werk mit Hermann Bauch, beide aus dem Jahr 1963), dies aus Anlass der Wiener Internationalen Gartenschau – WIG 1964, wie der Donaupark ursprünglich hieß.

Die zentralen Motive, die sich in vielen seiner Gemälde wiederfinden lassen, sind seine eigene Person, die seiner Frau, der Malerin Lotte Profohs (geb. 16. November 1934, gest. 2012) oder seines Sohnes, Anselm Daniel Leherb. Er war zeitlebens durch seine persönlichen Repräsentationsformen ein Wiener Societyliebling. Leherb lebte auch in Frankreich, Belgien und Italien.
In Paris machte er Bekanntschaft mit André Breton, der ihn als „schwarzen Prinzen des Surrealismus“ bezeichnete. Leherb war jedoch angewidert davon, was er als „Pariser Dekadenz“ empfand, und schüttete Breton angeblich mit einem Weinglas an.
2024 war eine Ausstellung, die von seiner Enkelin kuratiert wurde, in Wallsee zu sehen.

## Der Biennale-Skandal
1964 wurde Leherb mit seinem Zeitzerstörungsmanifest für die Biennale in Venedig nominiert, seine Teilnahme aber nach einer Regierungsumbildung vom neuen Unterrichtsminister Theodor Piffl-Perčević (ÖVP) verhindert. Geplant gewesen wäre ein tiefblauer Pavillon, in dem tote Tauben, Regenschirme und Puppen an den Wänden hätten kleben sollen.
Ein Kunstskandal zeichnete sich ab, und das tonangebende Kunstjournal in Paris „Arts et Loisirs“ titelte „Erster Skandal der Biennale in Venedig!“. Das deutsche Magazin „Stern“ brachte den Skandal auf das Titelblatt: „Surrealist Leherb: keine weißen Mäuse für Venedig“ und sparte nicht mit Ausfällen gegen das „Kulturland“ Österreich.
Walter Koschatzky bezeichnete Piffl-Perčević' Kunstverständnis in seinen Memoiren als „erschreckend gering“.
Die Abwahl machte Leherb zu schaffen, förderte jedoch seinen Bekanntheitsgrad enorm und öffnete ihm die Türen zu den wichtigsten Galerien Europas: Galerie de la Madeleine und Isy Brachot in Brüssel, Galerie C.A.W. in Antwerpen, la Medusa in Rom; Galerie Mokum in Amsterdam, Peithner-Lichtenfels und Wolfrum in Wien sowie Galleria Viotti in Turin.
Leherb realisierte, fasziniert von malerischen Valeur, dem aquarellähnlichen sfumato, weiterhin Keramikreliefs und Mosaike.
In der Villa Cabasso in Aix-en-Provence entstand 1963 der „Reaktionäre Konfirmantentraum“.
1964 schuf er das keramische Wandgemälde „Explosion der Stille“, für das Gebäude der Zentralsparkasse der Gemeinde Wien.

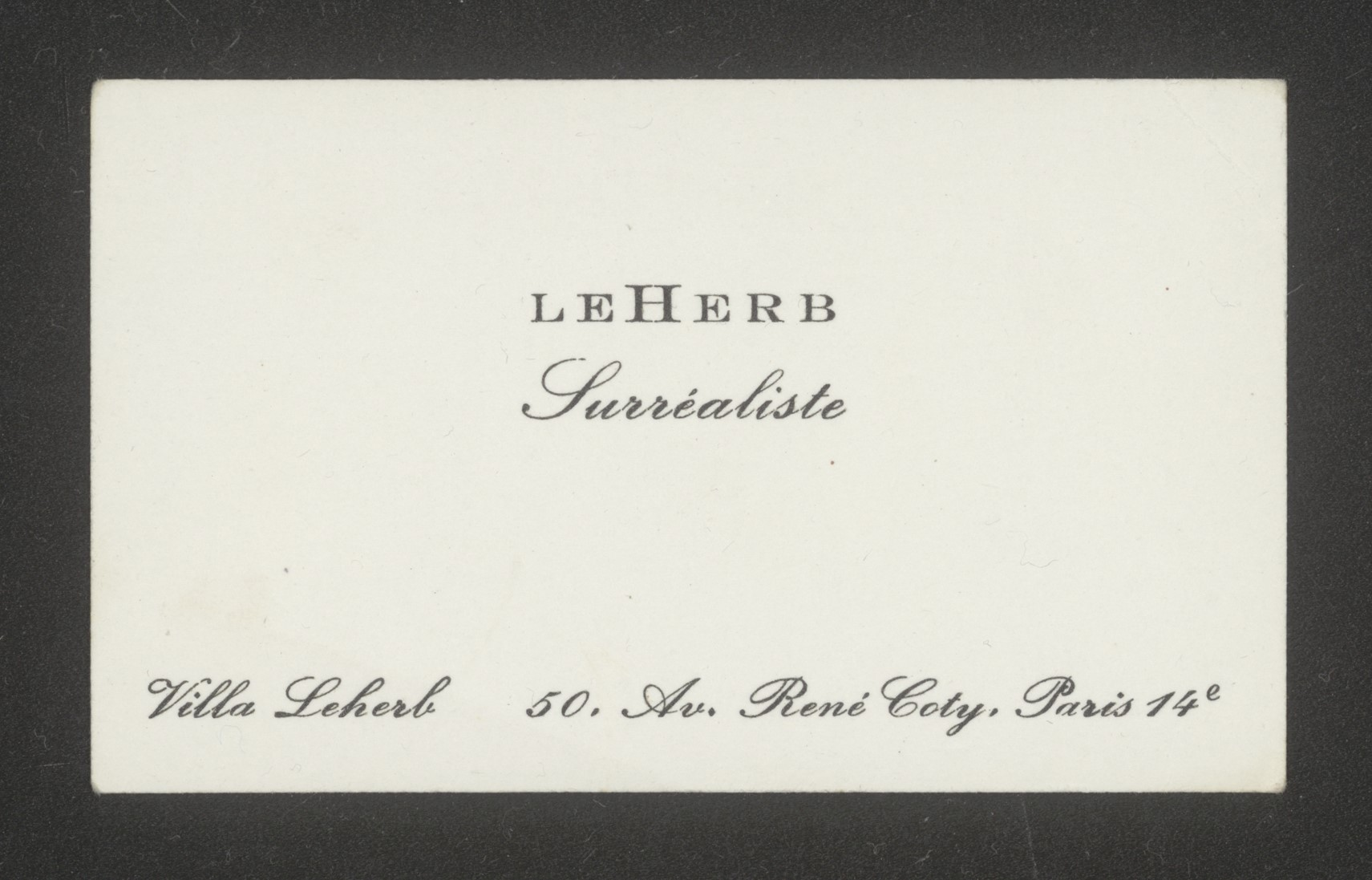
Visitenkarte Leherb

## Österreich Werbung und Olympia
1971 / 1972 wurde Leherb durch die spätere „Österreich Werbung“ (damals noch Österreichische Fremdenverkehrswerbung, ÖFVW) mit der Gestaltung von vier Plakaten beauftragt. Es entstanden die Plakate „I like Mozart“, „Ein Mädchen, das auf einer Wolke sein Cello spielt“, „Insel der Sehnsucht“ und „Eine Dame mit Lipizzaner“. Den Start der neuen Serie setzte der damalige Obmann der ÖFVW, Handelsminister Josef Staribacher, mit Öffentlichkeitswirksamkeit in Szene: Er setzte die Druckmaschine selbst in Gang. Die Plakate waren schnell vergriffen. Eine etwaige Neuauflage ist in Planung.
1976 folgte die Gestaltung des Posters für die Olympischen Winterspiele in Innsbruck: ein griechischer Kopf, den Leherb mit modernem Sturzhelm, Brille und als Erinnerung an die Grenzen des Leistungssports mit einer Zeituhr versah. Eingebettet wurde diese Darstellung in das Leherb-Blau. Auch dieses Plakat ist längst vergriffen.
Es folgte ein Fayencegemälde mit mehr als siebzehn Meter Länge und einer Höhe von fünfeinhalb Meter für das Rehabilitationszentrum am „Weißen Hof“ in Klosterneuburg.

## Italien und sein monumentalstes Werk

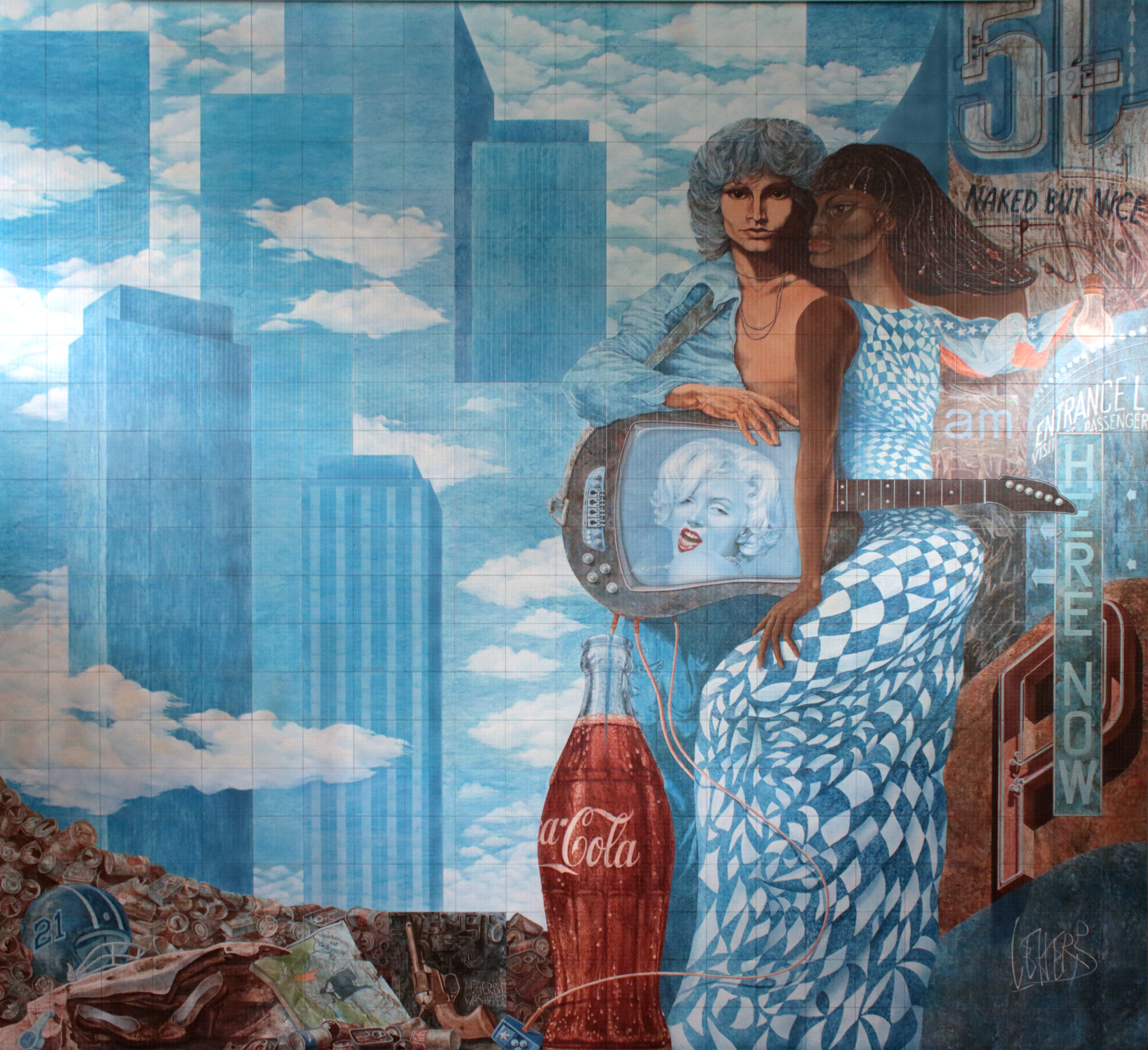
Fayence 8x8 Meter einer der sechs Kontinente

In Faenza, Italien, schuf Leherb Anfang der 1980er Jahre die „größte jemals hergestellte Fayence“, ein 380 Quadratmeter großes Mosaik für den Neubau der Wiener Wirtschaftsuniversität, die 1982 eröffnet wurde, „Die Kontinente“, wobei er sich durch den keramischen Staub schwere gesundheitliche Schäden zuzog. In zwölfjähriger Arbeit entstand ein imaginäres Porträt der Erdteile Asien, Europa, Amerika, Afrika, Antarktis und Australien mit mehr als 3500 kleinen Keramikplatten geschaffen.
Leherb selbst sagte dazu: „Keine Werkstatt, kein Experte, kein Keramiker in den europäischen Keramikzentren hielt 1980 die Realisation von acht mal acht Meter großen Majolikamalereien technisch für machbar: das hat es nie gegeben, das wird es nie geben und auch einem Leherb wird derartiges nicht gelingen.“
Leherb zur Technik: „Man arbeitet auf spröden, bruchanfälligen Tonplatten, die mit Majolikstaub, der sogenannten ‚Smalte‘ beschichtet sind, einer überwiegend aus Metalloxyden bestehenden, mit Wasser angerührten Glasur. [...] Dieser Malgrund ist instabil und durch jede unsachgemässe Berührung zerstörbar. So gilt eine einmeterhohe Bodenvase als meisterliche Spitzenleistung. Für acht mal acht Meter große Majolika Tafelbilder - die Dimension entspricht einer zweigeschossigen Hausfassade - gab es weder Vergleichs- noch Erfahrungswerte. [...] Ich habe während des Entstehungsprozesses dieser ‚Universitätsfayencen‘ unzählige Tonnen Kunst bewegt. Es gab bei Motiven wie Gesichtern, Körpern, Händen einen Entstehungsprozess, der es notwendig machte, dass ich Platten bis zu 25 und 30 mal vom sechs Meter hohen Gerüst hinunter zur Detailstaffelei gebracht habe, ohne die Oberfläche berühren zu dürfen. Ein Vorzeichnen der riesigen Figuren war ja nicht möglich, auf Staub kann man ja nicht zeichnen.“
1993 bis 1994 entstand der Universitätsbrunnen „Eine Tür für Eurydike“, der in der Badgasse in Wien IX (Lage) zu sehen ist. 1989 bis 1991 schuf Leherb für die Manufaktur Goldscheider in Stoob, Burgenland, das überdimensionale Werk „Tor für ein imaginäres Museum“ aus Bronze und Keramik sowie zwei (auf je 140 Stück limitierte) keramische Vasenköpfe.
Des Weiteren nahm er eine Schallplatte mit dem Titel Autodafé eines Surrealisten auf.
Obwohl Leherb ein Vertreter der Wiener Schule des Phantastischen Realismus war, wandte er sich später vom Stil von anderen Vertretern wie Arik Brauer und Ernst Fuchs ab und immer mehr dem Surrealismus zu.
Leherb starb am 28. Juni 1997 an einem Schlaganfall. Er hinterließ seine Frau, die Malerin Lotte Profohs, seinen Sohn Anselm Daniel (1960–2001) und seine Enkelin Angela Kundegraber-Leherb.
Er wurde auf dem Wiener Zentralfriedhof beigesetzt. Im Jahr 2018 wurde in Wien-Donaustadt (22. Bezirk) der Leherbweg nach ihm benannt. Wallsee (Niederösterreich) ehrt Leherb mit einer Gedenktafel am ehemaligen Leherbauer-Haus, Marktplatz Nr. 17.

## Auszeichnungen
- Ehrenmitglied der Academia Fiorentina delle Belli Arti e Disegno, seit 1967[11]
- Großer Preis der Fondation Internationale des Collectionneurs d´Art, Paris 1968
- Goldmedaille der Biennale Internazionale della Grafica, Florenz 1969
- Lauréat du Livre d´Or des Valeurs Humaines, Paris 1970
- Ambrogino d´Oro del Senato d´Arte; Mailand 1972
- Elefante d´Oro e gran Premio; Rom-Catania 1972
- Österreichisches Ehrenkreuz für Wissenschaft und Kunst I. Klasse, Wien 1974[12][13]
- Cavaliere Ufficiale nell´Ordine al merito dell´Republica Italiana, Rom 1990
- Tribun del Tribunato di Romagna, Ravenna 1992
- Goldenes Ehrenzeichen „pro meroti“ am Bande des Kuratoriums der Wirtschaftsuniversität Wien, Wien 1992

## Werke (Auszug)
- Gemälde
  - Déjeuner chez Leherb
  - Auf der Suche nach der verlorenen Zeit
  - Kattowitzer Madonna
  - Le roi, c´est moi
  - Goldfrau
  - Die gefangene Diebin
  - Verlust der Zärtlichkeit
  - Akt als Sesselrücklehne
  - Taubenpapst
  - Dame mit Melone
  - Das Konzert
  - Gilbert Becaud
  - Surrealistischer Stierkampf
  - Wiener Melange oder Blue Lady
  - Monna Lotte
  - Lipizzaner
  - ParaNoia
  - Orphée reconnaît Eurydice
- Schallplatten
  - Autodafé eines Surrealisten
  - Lotte & Leherb: Irre gut, Philips 6322011, zus. mit Lotte Profohs, arr. & cond. Toni Stricker, 1974